# Harmoney -僕らのハーモニー-
『Harmoney -僕らのハーモニー- 』は、2005年10月25日にリリースされた、原田真二通算19作目のスタジオ・アルバムである。

## 解説
原田が同年NHK『天才てれびくんMAX』のMTKのコーナーに提供し、この番組レギュラーのてれび戦士たち（小・中学生による編成）で結成された「アワートレジャーズ」（前田公輝、飯田里穂、バーンズ勇気、木内江莉）によって歌われた「僕らのハーモニー」の原田真二バージョンと、2004年に宇都宮隆に提供した3曲（アルバム『OVERTONE』）の原田真二バージョンを収録したミニ・アルバムである。

## 収録曲
1. 僕らのハーモニー
  - 作詞・作曲・編曲： 原田真二
2. SET ME FREE
  - 作詞・作曲・編曲： 原田真二
3. Tango
  - 作詞・作曲・編曲： 原田真二
4. Hello good day
  - 作詞・作曲・編曲：原田真二
5. 僕らのハーモニー（Instrumental）
  - 作曲・編曲： 原田真二

## 録音データ
- Recorded and Mixed by Shinji Harada
- Recording Studio：Studio Shine in Tokyo and Hakone／Recorded： September 2005

## 参加ミュージシャン
- Produced, arranged, performed and all composed by Shinji Harada
- Saxophone： YOKO （M-3）